# Anastrangalia sequensi
Anastrangalia sequensi är en skalbaggsart som först beskrevs av Edmund Reitter 1898.  Anastrangalia sequensi ingår i släktet Anastrangalia och familjen långhorningar. Inga underarter finns listade i Catalogue of Life.